# Kirchweidach
Kirchweidach – miejscowość i gmina w Niemczech, w kraju związkowym Bawaria, w rejencji Górna Bawaria, w regionie Südostoberbayern, w powiecie Altötting, siedziba wspólnoty administracyjnej Kirchweidach. Leży około 15 km na południe od Altötting, przy linii kolejowej Garching an der Alz - Salzburg.

## Polityka
Wójtem gminy jest Johann Krumbachner, poprzednio urząd ten obejmował Robert Moser, rada gminy składa się z 14 osób.
|      | CSU/UW | SPD/KIB | FW | Razem |
| 2008 | 11     | 3       | -  | 14    |
| 2002 | 10     | 2       | 2  | 14    |